# Hortipes creber
Hortipes creber là một loài nhện trong họ Corinnidae.
Loài này thuộc chi Hortipes. Hortipes creber được miêu tả năm 2000 bởi Bosselaers & Rudy Jocqué.